# Jordi Savall
Pour les articles homonymes, voir Savall.
Jordi Savall i Bernadet, né le 1er août 1941 à Igualada (Province de Barcelone, Espagne), est un violiste, chef de chœur et chef d'orchestre catalan.
Il joue un rôle déterminant pour le renouveau de la musique de la Renaissance et de la musique baroque, notamment avec ses ensembles Hespèrion XXI et Le Concert des Nations, et avec son interprétation de la viole de gambe dans le film à succès Tous les matins du monde, qui contribue à la popularisation de cet instrument.

## Biographie

### Formation
Il étudie le violoncelle au conservatoire de Barcelone où il rencontre Montserrat Figueras, sa future épouse. Il s'oriente ensuite vers la viole de gambe au cours d'un séjour à Paris où il découvre les manuscrits de Marin Marais à la Bibliothèque nationale. Il contacte alors Wieland Kuijken. Il poursuit ses études à la Schola Cantorum de Bâle où il reçoit l'enseignement d'August Wenzinger à qui il succèdera. Il y crée l'ensemble Hespèrion XX devenu depuis Hespèrion XXI, avec notamment Hopkinson Smith.

### Carrière

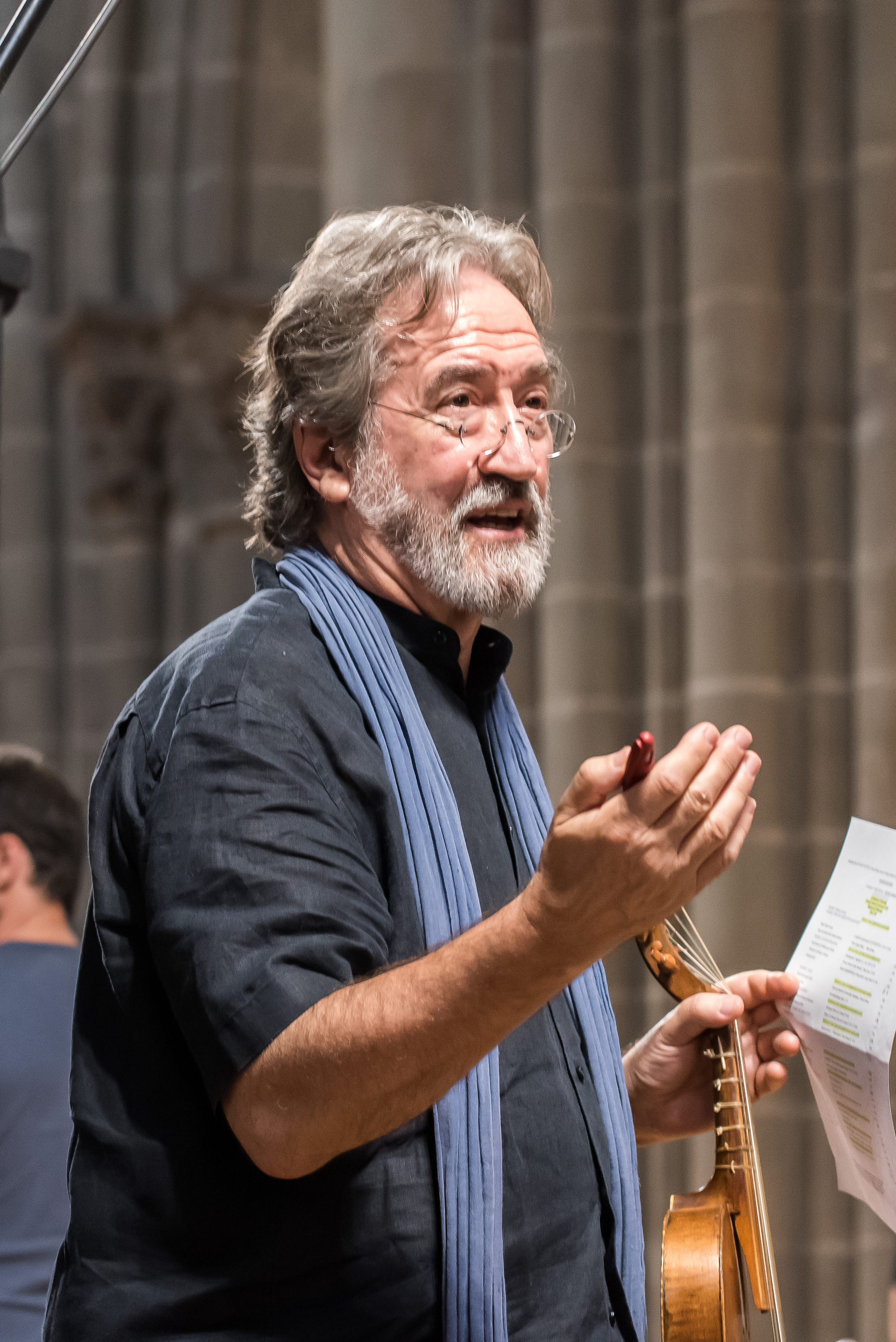
Jordi Savall au festival Agapé dans la cathédrale de Genève en 2015.

Il dirige plusieurs ensembles de musique historique : Hespèrion XXI, le Concert des Nations et la Capella Reial de Catalunya, parfois aux côtés de son épouse Montserrat Figueras et de sa fille Arianna.
En 1991, sa collaboration avec le réalisateur français Alain Corneau pour le film Tous les matins du monde contribua à remettre au goût du jour la musique baroque et faire connaître au grand public la viole de gambe.
En 1994, il participa également avec ses deux ensembles Hespèrion XXI et la Capella Reial de Catalunya à l'élaboration et à l'interprétation de la musique médiévale du film Jeanne la Pucelle de Jacques Rivette.
Il créa également son propre label d'édition musicale Alia Vox en 1997.
En 2006, avec le soutien de Nicolas d'Andoque et de l'association des Amis de Fontfroide, Jordi Savall créa la première édition du festival Musique et Histoire à l'abbaye de Fontfroide. En 2008, la manifestation fut retenue dans la liste des manifestations de l'Année européenne du dialogue interculturel. Depuis 2009 il est professeur invité du Juilliard Historical Performance Program de la  Juilliard School à  New York City. En 2017, le festival en était à sa 12e édition.
En octobre 2014, en désaccord avec la politique culturelle du gouvernement espagnol, il refusa le prix national de Musique décerné par le ministère espagnol de la Culture,,.
Depuis 2016, Jordi Savall est artiste associé à la Saline royale d'Arc-et-Senans.
En 2023, il déclara à Commune avoir lancé son projet Orphéus XXI permettant aux musiciens réfugiés de jouer ensemble après avoir fait un concert pour les réfugiés de Calais où des musiciens eux-mêmes, parmi les réfugiés, se joignirent au concert spontanément.

### Vie privée
Marié à la soprano espagnole Montserrat Figueras de 1968 jusqu'à la mort de cette dernière en 2011, il est le père d'Arianna et Ferran Savall, tous deux chanteurs et musiciens.

## Distinctions
Interprète et compositeur réputé, considéré comme un maître de musique baroque, Jordi Savall a reçu de nombreuses distinctions dont :

### Décorations
- Officier de l'ordre des Arts et des Lettres (1988)
- Creu de Sant Jordi (1990)
- Médaille d’or du Parlement de Catalogne (2003)
- Chevalier de la Légion d'honneur (2013)[11]
- Médaille d'or de la Généralité de Catalogne (2014)

### Prix
- Musicien de l’année par Le Monde de la musique (1992)
- Soliste instrumental de l’année aux Victoires de la musique classique (1993)
- Médaille d'or du mérite des beaux-arts par le Ministère de l'Éducation, de la Culture et des Sports (1998)[12]
- Victoire d'honneur aux Victoires de la musique classique pour l’ensemble de sa carrière (2002)
- Prix d’honneur de la Deutsche Schallplattenkritik (2003)
- Prix national de musique de Catalogne (2009)
- Léonie Sonning Music Award (2012)
- Prix national de musique (2014)

### Honneurs
- Membre d’honneur de la Konzerthaus de Vienne (1999)[13]
- Docteur honoris causa de l’université catholique de Louvain (2002)
- Docteur honoris causa de l'université d'Évora (2007)
- Prix Helena Vaz da Silva au siège de la Fondation Calouste Gulbenkian[14] à Lisbonne, Musée Calouste-Gulbenkian, une récompense attribuée à des artistes qui défendent et diffusent le patrimoine culturel européen (2015)[15]
- Docteur honoris causa de l’université d'Utrecht (2016)
- Prix Pau Casals de la Médaille d'or de la généralité de Catalogne (2017)
- Docteur honoris causa de l'université des Îles Baléares (2024)[16]

## Discographie sélective (CD et DVD)
Jordi Savall a enregistré plus de 200 disques depuis 1968, en tant que soliste ou au sein de formations aussi variées que la Schola Cantorum Basiliensis, le Ricercar Consort, Le Concert des Nations, l'Ensemble Hespèrion XXI etc. Il se consacre également à des études sur la musique ancienne espagnole, dont il s'efforce de ressusciter l'art de l'improvisation et l'instrumentation authentiques.
- Batalles, Tientos e Passacalles - Joan Cabanilles Hespèrion XXI
- Tous les matins du monde (musique originale du film) (Auvidis Valois / Alia Vox, 1992)
- Portraits : J. Savall, M. Figueras, Hespèrion XXI, La Capella Reial de Catalunya, Le Concert des Nations, Fontalis (Auvidis).
- Monteverdi, L'Orfeo / Favola in musica, BBC. (DVD)
- Diaspora Sefardi : Romances & Musica Instrumental, Hespérion XXI
- Jean-Baptiste Lully : l'Orchestre du Roi Soleil, Le Concert des Nations
- Marc-Antoine Charpentier, Canticum ad Beatam Virginem Mariam (1989) Diapason d'or, ffff Telerama.
- Orient-Occident (musiques d'Orient et d'Occident), Hespèrion XXI, Alia vox; 2006, J. Savall, Driss El Maloumi
- Pièces de viole de Marin Marais et de M. de Sainte-Colombe avec Hespèrion XXI
- Cristobàl Colon : Ombres et lumières au temps de Christophe Colomb, La Capella Reial de Catalunya, Hespèrion XXI, M. Figueras
- Jérusalem - La ville des deux paix, un livre-album qui retrace 3200 ans d'histoire de la ville sainte en musique.
- La Folia avec l'ensemble Hesperion XXI (AliaVox, 1998)
- Francisco Javier - La Route de l'Orient
- Marc-Antoine Charpentier à La Chapelle de Versailles 2004 (2 CD et 1 DVD)
- Pro Pacem, textes, art & musiques pour la paix, 2012
- Istanbul - Dimitrie Cantemir, « Le Livre de la Science de la Musique » et les traditions musicales Sépharades et Arméniennes, Hespèrion XXI et musiciens invités (AliaVox, 2009)
- Le royaume oublié - La tragédie Cathare  Inclus livre. La résurrection d’une fresque musicale allant du Xe au XVe siècle (AliaVox, 2009)
- Orient-Occident II: Hommage à la Syrie, Hespèrio XXI, Alia vox; 2013, J. Savall
- Les Routes de l'esclavage, 2017
- Henry Desmarest, Messe à 2 Chœurs et 2 Orchestres, Francesc Walls, Missa Scala Aretina. CD Alia Vox 2018

## Concerts
Liste non exhaustive :
- 2021 : Grand concert en plein air, Saline royale d'Arc-et-Senans, 28 août 2021 : Symphonie no 9 de Beethoven et la Symphonie no 8 de Schubert[19].
- 2021 : Salle de spectacle Dole (Jura), La Commanderie, 4 décembre 2021 : Symphonie no 41 de Mozart & Requiem (Mozart), avec Le Concert des Nations et La Capella Reial de Catalunya[20].

### Sources et bibliographie
- Éric Loret, « Jordi Savall : Une belle gambe », Libération,‎ 7 février 2013 (lire en ligne)
- Le Monde festival, « Jordi Savall : « Jouer de la musique ensemble est la meilleure façon de lutter contre l’intolérance » », sur Le Monde, 8 octobre 2015 (consulté le 5 décembre 2021)
- Thierry Hillériteau, « Jordi Savall: « La musique sauvera le monde » », sur Le Figaro, 2 juin 2021 (consulté le 5 décembre 2021)